# Liatongus amitinus
Liatongus amitinus là một loài bọ cánh cứng trong họ Bọ hung (Scarabaeidae).